# شهرستان مک‌فرسون (نبراسکا)
شهرستان مک‌فرسون، نبراسکا (به انگلیسی: McPherson County, Nebraska) یک سکونتگاه مسکونی در ایالات متحده آمریکا است که در نبراسکا واقع شده‌است.

## خصوصیات
شهرستان مک‌فرسون ۲٬۲۲۷٫۴ کیلومترمربع مساحت و ۵۳۹ نفر جمعیت دارد.